# Pygaeridia cornuta
Pygaeridia cornuta är en fjärilsart som beskrevs av Sergius G. Kiriakoff 1967. Pygaeridia cornuta ingår i släktet Pygaeridia och familjen tandspinnare. Inga underarter finns listade.